# Pocarjeva domačija
Pocarjeva domačija je etnografski muzej v Zgornji Radovni, v bližini Mojstrane.
Sedanja stanovanjska hiša je bila zgrajena leta 1775, kar dokazuje način gradnje in letnica vrezana v tram v »hiši«. Hiša je bila nastanjena do leta 1988.
V hišnem arhivu, ki so ga našli v kamri, segajo listine vse od leta 1672. V poročni pogodbi iz tega leta je že uporabljen priimek Potzer, kar dokazuje, da sega zgodovina te domačije vsaj do tega leta. Vendar je bila glavna stavba današnje domačije zgrajena šele leta 1775, stavbe, v katerih so stanovali pred tem letom, pa niti niso ohranjene niti niso našli njihovih sledov. Ob raziskavah stanovanjske hiše so ugotovili, da je bila postavljena na novo in da pred njo na tem mestu ni bilo starejše stavbe.
Domačijo trdnega kmeta sestavljajo stanovanjska hiša, gospodarsko poslopje in svinjak. Domačija je v preteklosti živela od gozdov in živinoreje.
Stanovanjska stavba je zidana, pritlična, krita z lesom. Vsi prostori so povezani z osrednjo vežo. Iz veže je tako dostop v glavni bivalni prostor (hišo), v kamro za preužitkarje, v klet in na podstrešje. Podstrešje ima v osnovi enak tloris kot pritličje. Na podstrešju je bila tudi manjša mizarska delavnica za izdelavo in popravilo kmečkega orodja. Nad hišo sta dve veliki skrinji za žito, poleg pa je tesno zaprta kašča, kjer so hranili meso, mast, zaseko, med, žganje, gospodinjske pripomočke, ... 
Gospodarsko poslopje ima vzdolžni tloris in ima eno nadstropje. V pritličju so trije hlevi (goveji in konjski, ovšči in manjši kozji), na koncu pa je listnjak. V nadstropju je nad hlevi osrednji senik, poleg njega pa pod za mlatenje žita.